# Sotteville

Sotteville este o comună în departamentul Manche, Franța. În 1 ianuarie 2022 avea o populație de 483 de locuitori.